# Titus Pullo (Rome)
Titus Pullo est un personnage fictif de la série télévisée Rome, l'un de ses deux personnages principaux avec Lucius Vorenus. C'est un légionnaire doté de nombreux vices mais qui possède un grand sens de l'amitié et de la loyauté. Il est interprété par l'acteur Ray Stevenson et doublé dans la version française par Marc Alfos. Le nom du personnage vient d'un centurion de l'armée de César cité dans son ouvrage Commentaires sur la Guerre des Gaules. Le personnage de Titus Pullo apparaît dans la totalité des épisodes de la série.

## Biographie fictive

### Saison 1
Dans le premier épisode de la série, Titus Pullo apparaît comme un légionnaire de la Treizième Légion indiscipliné et porté sur la boisson. Lors du siège d'Alésia, il rompt les rangs pour combattre les Gaulois et son supérieur, le centurion Lucius Vorenus, le punit en le faisant fouetter et emprisonner. Il est néanmoins libéré afin de retrouver, en compagnie de Vorenus, l'aigle de la légion qui a été volé. Les deux hommes, en dépit de leur antagonisme, parviennent à récupérer l'aigle et sauvent également Octave, le neveu de César, ce qui leur vaut les bonnes grâces de celui-ci. De retour à Rome, Pullo tue un homme qui trichait dans un jeu de dés. Il est gravement blessé à la tête dans la bagarre qui s'ensuit et trouve refuge chez Vorenus, qui le fait soigner. Pullo et Vorenus font ensuite partie de l'escorte chargée de garantir la sécurité de Marc Antoine, tribun de la plèbe, qui doit se rendre au Sénat afin d'éviter une guerre civile entre César et Pompée. Mais Pullo est reconnu par le père de sa victime, qui fait partie de la foule pompéienne hostile, et cela déclenche une bataille rangée qui empêche Marc Antoine d'accéder au Sénat, premier pas vers la guerre civile. César franchit le Rubicon et se rend maître de Rome, abandonnée par Pompée, alors que Pullo récupère par hasard le trésor de guerre de Pompée, ainsi qu'une esclave nommée Eirene, et le donne à César après avoir hésité à le garder pour lui. 
Pullo est ensuite chargé par Atia, la mère d'Octave, de pourvoir à l'éducation martiale et sexuelle de l'adolescent. Pullo, qui a des doutes sur la fidélité de Niobé, l'épouse de Vorenus (avec qui il est de plus en plus proche), demande conseil à Octave et, en compagnie de celui-ci, enlève et torture Evander, l'amant supposé de Niobé. Evander avoue que, durant la longue absence de Vorenus, lui et Niobé ont effectivement été amants et ont conçu un fils, que Niobé a fait passer pour l'enfant de sa fille aînée. Pullo tue Evander mais choisit de ne rien dire à Vorenus de ce qu'il a appris. Pullo et Vorenus sont ensuite envoyés en Grèce avec leur légion mais leur navire fait naufrage. Ils réussissent néanmoins à rallier la Grèce et y arrivent après la bataille de Pharsale, rencontrant par hasard Pompée et sa famille en fuite. Vorenus décide de laisser Pompée libre de partir en Égypte malgré l'opposition de Pullo. Pompée est néanmoins assassiné dès son arrivée en Égypte, et César et son armée se rendent à leur tour dans ce pays. César charge Pullo et Vorenus de retrouver Cléopâtre, retenue captive par son frère. Les deux hommes s'acquittent de leur mission et Cléopâtre, qui sait que son avenir passe par un héritier qu'elle pourrait donner à César et qui est dans une période favorable à la conception, a une relation sexuelle avec Pullo. Neuf mois plus tard naît Césarion, qui est en fait le fils de Pullo. 
De retour à Rome, Pullo est de plus en plus amoureux d'Eirene mais il découvre que la jeune esclave, qu'il a fait engager au service de Vorenus et Niobé, est sur le point de se marier avec un autre esclave. De rage, il tue son rival dans l'atrium de Vorenus, et celui-ci le chasse alors de chez lui. Pullo noie son chagrin dans la boisson et est approché par Erastes Fulmen, chef d'une bande de brigands de l'Aventin, pour qui il devient tueur à gages. Après le meurtre d'un opposant de César, Pullo est arrêté et condamné à mort dans l'arène. Pullo, désireux de mourir, ne cherche pas à résister aux gladiateurs venus le combattre mais l'un d'eux insulte la Treizième Légion et Pullo tue alors plusieurs d'entre eux. Blessé après avoir livré plusieurs combats successifs, il est sur le point d'être tué quand il est sauvé par l'intervention de Vorenus. Les deux hommes deviennent des héros pour la foule, subjuguée par cette démonstration d'héroïsme et de camaraderie. Dans le dernier épisode de la saison, Pullo se réconcilie avec Eirene pendant que Cesar est assassiné.

### Saison 2
Au début de la deuxième saison, Pullo se marie avec Eirene et aide Vorenus à massacrer Erastes Fulmen et sa bande, responsables de l'enlèvement des filles de Vorenus. Pullo demande l'aide de Marc Antoine pour faire sortir Vorenus de l'état de dépression dans lequel il est depuis la mort de Niobé ; Antoine les charge donc de rétablir l'ordre dans l'Aventin, où a lieu une guerre entre bandes rivales pour prendre la succession de Fulmen. Vorenus devient le nouveau chef des Collèges de l'Aventin mais la transformation radicale de son caractère inquiète Pullo, et les deux hommes finissent par se battre, Pullo quittant ensuite l'Aventin avec Eirene. Quelques mois plus tard, Pullo découvre que les filles de Vorenus sont encore en vie et les deux hommes, après s'être réconciliés, les libèrent d'un camp d'esclaves. Pullo est désormais le second de Vorenus et les deux hommes reçoivent une liste d'opposants à Marc Antoine et Octave qu'ils doivent faire assassiner. Pullo se charge personnellement de tuer Cicéron après avoir eu une aimable conversation avec lui.
Eirene apprend à Pullo qu'elle est enceinte mais la jeune femme est par la suite empoisonnée par Gaïa et meurt, donnant naissance à un enfant mort-né, au grand désespoir de Pullo. Vorenus part peu après en Égypte avec Marc Antoine et charge Pullo de le remplacer à la tête du Collège de l'Aventin. Pullo triomphe des bandes rivales qui ont cherché à profiter du départ de Vorenus. Quelques années passent, Pullo est désormais en couple avec Gaïa. Octave et Marc Antoine étant désormais en guerre, Octave demande à Pullo de l'accompagner durant sa campagne. La veille de son départ, Pullo manque d'être tué par un rival mais est sauvé par Gaïa, qui est mortellement blessée. Quand celle-ci, sur son lit de mort, révèle à Pullo qu'elle a empoisonné Eirene, Pullo l'étrangle et jette son corps dans le Tibre. Après la bataille d'Actium, Octave assiège le palais d'Antoine et Cléopâtre, qui se suicident tous les deux. Vorenus s'échappe avec Césarion, et Octave charge Pullo de retrouver le garçon et de l'éliminer. Pullo retrouve Vorenus et tous les deux projettent de quitter l'Égypte avec Césarion. Ils sont interceptés par une patrouille romaine et tuent tous les soldats mais Vorenus est gravement blessé. Pullo ramène Vorenus et Césarion à Rome, où Vorenus, mourant, se réconcilie avec ses filles, alors que Pullo annonce à Octave que Césarion est mort. Il est récompensé pour cela, et retrouve ensuite Césarion, à qui il s'apprête à révéler ses véritables origines, la série se terminant sur cette scène.

## Inspiration historique
Titus Pullo et Lucius Vorenus sont les noms de deux centurions cités par Jules César dans la Guerre des Gaules (livre 5, chapitre 44), pour leur conduite héroïque lors du siège d'une unité romaine par les belges Nerviens. Le nom des deux soldats est néanmoins le seul point commun entre les personnages réels (qu'on ne connaît que par les écrits de César) et fictifs de la série.  